# Turn to You (Mother's Day Dedication)
Turn to You (Mother's Day Dedication) è un brano musicale del cantante canadese Justin Bieber, pubblicato nel Regno Unito l'11 maggio 2012. Il brano è stato scritto da Justin Bieber, Nasri, Jacob Pena, Adam Messinger e Tom Strahle e prodotto da Bieber insieme a Adam Messinger.

## Tracce
1. Turn to You (Mother's Day Dedication) - 3:40

## Classifiche
| Classifica (2012) | Posizione massima |
| ----------------- | ----------------- |
| Australia         | 25                |
| Austria           | 49                |
| Canada            | 22                |
| Danimarca         | 12                |
| Francia           | 79                |
| Irlanda           | 27                |
| Italia            | 45                |
| Nuova Zelanda     | 18                |
| Paesi Bassi       | 24                |
| Regno Unito       | 39                |
| Stati Uniti       | 60                |
| Svizzera          | 35                |